# Přemysl Blažíček
Přemysl Blažíček (16. dubna 1932 Matějov u Žďáru nad Sázavou – 26. dubna 2002 Praha) byl český literární historik a kritik.

## Život
Během studia gymnázia v Novém Městě na Moravě přišel následkem úrazu o obě ruce v předloktí; po roční přestávce vynucené úrazem gymnaziální studia dokončil v Praze, kde posléze na FF UK absolvoval češtinu a literární vědu.
Věnoval se především moderní české literatuře. Svůj přístup se snažil promýšlet za pomoci fenomenologicky orientované filozofie, později ho také ovlivnil Nietzsche (zejména v interpretacích Pavla Kouby), zatímco od rozšířeného strukturalismu se spíše distancoval. Publikovat začal časopisecky koncem 50. let (práce o Jiřím Wolkerovi); v 60. letech napsal monografii o Vladimíru Holanovi. V 70. a 80. letech se rozhodl[zdroj?] v oficiálních periodikách nepublikovat a v ústraní napsal monografie o poezii Karla Tomana, o opomíjené Holečkově sáze Naši a o Švejkovi, které vyšly až v 90. letech, kdy se k nim přidala ještě monografie o Škvoreckého Zbabělcích a další časopisecké příspěvky. Vedle toho se dlouhodobě podílel na Slovníku české literatury a Lexikonu české literatury (je např. autorem hesla o Františku Gellnerovi – ale nikoli hesel, která by se dala očekávat – o Haškovi, Holečkovi, Holanovi).